# Luc Steins
Luc Steins (født 22. marts 1995) er en hollandsk håndboldspiller for Paris Saint-Germain Handball og det hollandske landshold.
Han repræsenterede Holland ved det europæiske mesterskab i håndbold for mænd i 2020.